# Mega Man 7
Mega Man 7, i Japan känt som Rockman 7 Shukumei no Taiketsu! (ロックマン7 宿命の対決! Rokkuman Sebun Shukumei no Taiketsu!?, lit. "Rockman 7: Showdown of Destiny!") är ett SNES-spel utvecklat av Capcom. Spelet är det sjunde i den ursprungliga Mega Man-serien, och det första i denna serie till SNES. 
Spelet släpptes 1995, och utkom senare även till Playstation 2, Nintendo Gamecube, och Xbox som delar av Mega Man Anniversary Collection.

## Handling
Spelet utspelar sig år 20XX, och skildrar kampen mellan Mega Man och Dr. Wily.

### Fotnoter
1. 1 2 3  ”Mega Man 7”. Gamefaqs. Arkiverad från originalet den 3 maj 2014. https://web.archive.org/web/20140503152821/http://www.gamefaqs.com/snes/588477-mega-man-7/data. Läst 3 maj 2014.

;